# Vejvanovice
Vejvanovice település Csehországban, a Chrudimi járásban. Vejvanovice Hrochův Týnec, Chrudim, Kočí, Úhřetice, Dvakačovice és Dolní Bezděkov településekkel határos. Lakosainak száma 307 fő (2024. január 1.).

## Népesség
A település lakosságának változását az alábbi diagram mutatja:
| Lakosok száma | 407  | 439  | 484  | 361  | 298  | 292  | 328  | 313  | 287  | 307  |
|               | 1869 | 1900 | 1921 | 1961 | 1980 | 2011 | 2016 | 2019 | 2021 | 2024 |